# Le Sauveur du ranch
Le Sauveur du ranch (The Man from Painted Post) est un film américain réalisé par Joseph Henabery, sorti en 1917. 

## Fiche technique
- Titre original : The Man from Painted Post
- Réalisation :  Joseph Henabery
- Scénariste : Jackson Gregory
- Société de production : Douglas Fairbanks Pictures
- Durée : 58 minutes
- Date de sortie : 
  - États-Unis : 30 septembre 1917

## Distribution
- Douglas Fairbanks
- Eileen Percy
- Frank Campeau